# ジョー・ミクソン
ジョセフ・タイラー・ミクソン（Joseph Tyler Mixon、1996年7月24日 - ）は、アメリカ合衆国カリフォルニア州アンティオック出身のアメリカンフットボール選手。ポジションはランニングバック（RB）。NFLのヒューストン・テキサンズに所属している。
カレッジフットボールはオクラホマ大学でプレーをし、オール・ビッグ12の第1チームに選ばれた。2017年のNFLドラフトでは2巡目全体48位指名をされ、ベンガルズに入団した。2021年には、自身のキャリア初となるプロボウルに選ばれた。

## 大学時代
2014年から2016年までオクラホマ大学に通い、プレーした。2014年10月に暴行罪で起訴され、 2014年シーズンは出場停止処分を受けた。
2015年には、レッドシャツのフレッシュマン生としてプレーし、12試合すべてに出場し、3試合に先発出場した。同年にチームは、カレッジ・フットボール・プレーオフに出場した。2015年のレギュラーシーズンを通して、110キャリーで749ヤードを走り、7回のラン獲得タッチダウンを記録した。また、25回のキャッチで345ヤードを記録し、4回のタッチダウンを記録した。
2016年10月の、テキサステック大学戦ではキャリア最高の成績を残し、31回のキャリーで263ヤード、2回のラン獲得タッチダウン、4回のキャッチで114ヤードと3回のレシーブ獲得タッチダウンを記録した。1月2日、シュガーボウルでのオーバーン大学との対戦では、91ヤード、2回のラン獲得タッチダウン、5回のキャッチで89ヤードを記録した。
2016年シーズン終了後、残り2年をプレーせず、2017年のNFLドラフトに参加することを発表した。

### 大学での成績
| 年度 | チーム         | 試合 | 試合 | ラン | ラン   | ラン           | ラン | レシーブ | レシーブ | レシーブ       | レシーブ |
| 年度 | チーム         | 出場 | 先発 | 回数 | ヤード | 平均獲得ヤード | TD   | 回数     | ヤード   | 平均獲得ヤード | TD       |
| ---- | -------------- | ---- | ---- | ---- | ------ | -------------- | ---- | -------- | -------- | -------------- | -------- |
| 2015 | オクラホマ大学 | 13   | 4    | 113  | 753    | 6.7            | 7    | 28       | 356      | 12.7           | 4        |
| 2016 | オクラホマ大学 | 12   | 5    | 187  | 1,274  | 6.8            | 10   | 37       | 538      | 14.5           | 5        |

## プロキャリア

### シンシナティ・ベンガルズ
| 身長                                   | 体重            | 腕 の 長 さ       | 手 の 大 き さ    | 40Yrd ダ ッ シ ュ | 10Yrd ス プ リ ッ ト | 20Yrd ス プ リ ッ ト | 20Yrd シ ャ ト ル | 3 コ 丨 ン ド リ ル | 垂 直 跳 び     | 立 ち 幅 跳 び      | ベ ン チ プ レ ス | ワ ン ダ 丨 リ ッ ク |
| -------------------------------------- | --------------- | ----------------- | ----------------- | ----------------- | -------------------- | -------------------- | ----------------- | ------------------- | --------------- | ------------------- | ----------------- | -------------------- |
| 6 ft 0+3⁄4 in (185 cm)                 | 228 lb (103 kg) | 30+1⁄8 in (77 cm) | 10+1⁄4 in (26 cm) | 4.45 s            | 1.51 s               | 2.62 s               | 4.27 s            | 7.10 s              | 35.0 in (89 cm) | 9 ft 10 in (3.00 m) | 21 回             | 12                   |
| All values from オクラホマ大学プロデー |                 |                   |                   |                   |                      |                      |                   |                     |                 |                     |                   |                      |

ミクソンは2017年のNFLドラフト2巡目（全体48位）でシンシナティ・ベンガルズから指名された。これはその年のドラフトで選ばれた4番目のランニングバックだった。大学時代に行った女子大生への暴行を受け、ミクソンおよびリーグに多くの批判が集まった。2017年6月2日、ベンガルズはミクソンと4年545万ドルのルーキー契約にサインした。

#### 2017年
2017年シーズンの第8週のインディアナポリス・コルツ戦では、NFLキャリア初の100ヤード越えのスクリメージヤード（ラッシュ18ヤード、レシーブ91ヤード）を記録した。その後3週に渡って不振が続いた後、第12週のクリーブランド・ブラウンズ戦でキャリア最高の114ヤードを走り、1タッチダウンと51レシーブヤードを記録し、NFLをリードした。2017年シーズンのルーキーシーズン全体を通して、626ラン獲得ヤード、4回のラン獲得タッチダウン、30回のキャッチで287ヤードを記録した。

#### 2018年
インディアナポリス・コルツとの2018年シーズンの開幕戦で、95ヤードを走り、1タッチダウン、5回のキャッチで54ヤードを記録した。8週目のタンパベイ・バッカニアーズ戦では、123ヤードを走り、2回のタッチダウンを記録した。第15週のオークランド・レイダース戦では、129ヤードを走り、2回のタッチダウンを記録し、チームの勝利に貢献した。このシーズンを通して記録した1,168ヤードはAFCをリードする成績だった。さらに、彼は8回のラッシングタッチダウンと1回のレシーブタッチダウンを記録した。

#### 2019年

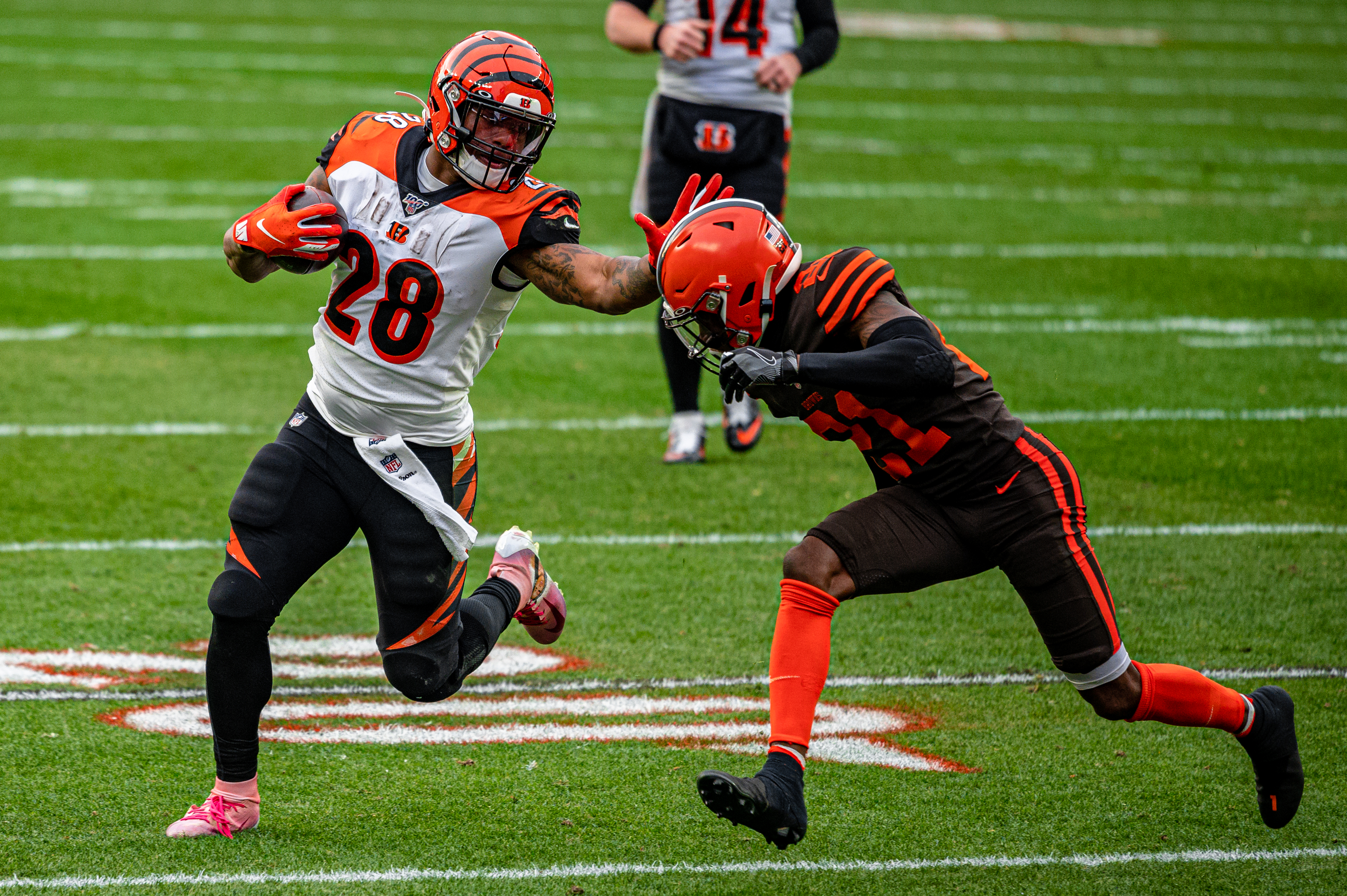
2019年にクリーブランド・ブラウンズと対戦するミクソン

第10週のボルチモア・レイブンズ戦では、シーズン最高の30回のキャリーで114ヤードを記録した。第14週のクリーブランド・ブラウンズ戦では、23キャリーで146ヤード、3回のキャッチで40ヤード、1タッチダウンを記録した。第15週のニューイングランド・ペイトリオッツ戦では、25回のキャリーで136ヤードを記録した。2019年シーズンを通して、1,137ヤード、5回のラン獲得タッチダウン、35回のキャッチで287ヤード、3回のレシーブタッチダウンを記録した。

#### 2020年
2020年9月1日、ミクソンはベンガルズと2024年シーズンまでの4年4,800万ドルの契約延長にサインした。第4週のジャクソンビル・ジャガーズ戦では、25キャリーで151ヤード、2回のラン獲得タッチダウン、6回のキャッチで30ヤード、1回のレシーブ獲得タッチダウンを記録した。このパフォーマンスが評価され、AFCオフェンシブプレーヤー・オブ・ザ・ウィークに選ばれた。第6週に、足の怪我を負い、3試合を欠場した後、2020年11月21日に故障者リストに入れられた。2020年シーズンを通して、428ヤード、3タッチダウン、21回のキャッチで138ヤード、1タッチダウンを記録した。

#### 2021年
第1週のミネソタ・バイキングス戦では、127ヤードを走った。第12週のピッツバーグ・スティーラーズ戦では、165ヤードを走り、2タッチダウンを記録し、AFCオフェンシブプレーヤーオブザウィークを獲得した 。12月には、自身のキャリア初となるプロボウルに選ばれた。2022年1月5日、ミクソンはコロナウイルス陽性となり、シーズンフィナーレでのプレーの断念を余儀なくされた。シーズン全体を通して、キャリア最高の1,205ヤード、13回のラッシュタッチダウン、42回のキャッチで314ヤード、3回のレシーブタッチダウンを記録した。
第56回スーパーボウルでは、72ヤードを走り、ティー・ヒギンスへのキャリア初となるパッシングタッチダウンを記録した。その後、2022年のNFLトップ100プレーヤーで38位にランクインした。

#### 2022年
シーズン開幕戦のピッツバーグ・スティーラーズ戦では、145スクリメージヤードを記録した。

#### 2023年
全17試合に先発出場し、1,034ヤード、9タッチダウンと52回のキャッチで376ヤード、3タッチダウンを記録した。

### ヒューストン・テキサンズ

#### 2024年
2024年3月13日、2024年のドラフト7巡指名権とのトレードでヒューストン・テキサンズに移籍し、その後テキサンズと3年2,700万ドルの契約延長を行った。2年連続してランで1,000ヤードを獲得し、3年ぶりのプロボウルに選出された。

## 詳細情報

### 年度別成績

#### レギュラーシーズン
| 年度     | チーム   | 背番号   | 試合 | 試合 | ラン  | ラン       | ラン           | ラン       | ラン | レシーブ | レシーブ   | レシーブ       | レシーブ   | レシーブ | ファンブル | ファンブル |
| 年度     | チーム   | 背番号   | 出場 | 先発 | 回数  | 獲得ヤード | 平均獲得ヤード | 最長ヤード | TD   | 回数     | 獲得ヤード | 平均獲得ヤード | 最長ヤード | TD       | 回数       | ロスト     |
| -------- | -------- | -------- | ---- | ---- | ----- | ---------- | -------------- | ---------- | ---- | -------- | ---------- | -------------- | ---------- | -------- | ---------- | ---------- |
| 2017     | CIN      | 28       | 14   | 7    | 178   | 626        | 3.5            | 25         | 4    | 30       | 287        | 9.6            | 67         | 0        | 3          | 2          |
| 2018     | CIN      | 28       | 14   | 13   | 237   | 1,168      | 4.9            | 51         | 8    | 43       | 296        | 6.9            | 21         | 1        | 0          | 0          |
| 2019     | CIN      | 28       | 16   | 15   | 278   | 1,137      | 4.1            | 41         | 5    | 35       | 287        | 8.2            | 33         | 3        | 0          | 0          |
| 2020     | CIN      | 28       | 6    | 6    | 119   | 428        | 3.6            | 34         | 3    | 21       | 138        | 6.6            | 19         | 1        | 1          | 1          |
| 2021     | CIN      | 28       | 16   | 16   | 292   | 1,205      | 4.1            | 32         | 13   | 42       | 314        | 7.5            | 52         | 3        | 2          | 1          |
| 2022     | CIN      | 28       | 14   | 14   | 210   | 814        | 3.9            | 40         | 7    | 60       | 441        | 7.4            | 35         | 2        | 0          | 0          |
| 2023     | CIN      | 28       | 17   | 17   | 257   | 1,034      | 4.0            | 44         | 9    | 52       | 376        | 7.2            | 45         | 3        | 0          | 0          |
| 2024     | HOU      | 28       | 14   | 14   | 245   | 1,016      | 4.1            | 59         | 11   | 36       | 309        | 8.6            | 37         | 1        | 0          | 0          |
| キャリア | キャリア | キャリア | 111  | 102  | 1,816 | 7,428      | 4.1            | 59         | 60   | 319      | 2,448      | 7.7            | 67         | 14       | 6          | 4          |

- 2024年度シーズン終了時
- 太字は自身最高記録

#### ポストシーズン
| 年度     | チーム   | 試合 | 試合 | ラン | ラン       | ラン           | ラン       | ラン | レシーブ | レシーブ   | レシーブ       | レシーブ   | レシーブ | パス     | パス     | パス     | パス       | パス           | パス | パス | パス         | ファンブル | ファンブル |
| 年度     | チーム   | 出場 | 先発 | 回数 | 獲得ヤード | 平均獲得ヤード | 最長ヤード | TD   | 回数     | 獲得ヤード | 平均獲得ヤード | 最長ヤード | TD       | 成功回数 | 試投回数 | 成功確率 | 獲得ヤード | 平均獲得ヤード | TD   | Int  | レイティング | ファンブル | ロスト     |
| -------- | -------- | ---- | ---- | ---- | ---------- | -------------- | ---------- | ---- | -------- | ---------- | -------------- | ---------- | -------- | -------- | -------- | -------- | ---------- | -------------- | ---- | ---- | ------------ | ---------- | ---------- |
| 2021     | CIN      | 4    | 4    | 67   | 262        | 3.9            | 23         | 1    | 18       | 107        | 5.9            | 21         | 0        | 1        | 1        | 100.0    | 6          | 6.0            | 1    | 0    | 131.3        | 0          | 0          |
| 2022     | CIN      | 3    | 3    | 39   | 163        | 4.2            | 16         | 1    | 8        | 50         | 6.3            | 13         | 0        | -        | -        | -        | -          | -              | -    | -    | -            | 0          | 0          |
| 2024     | HOU      | 2    | 2    | 43   | 194        | 4.5            | 17         | 2    | 3        | 25         | 8.3            | 13         | 0        | -        | -        | -        | -          | -              | -    | -    | -            | 1          | 1          |
| キャリア | キャリア | 9    | 9    | 149  | 619        | 4.2            | 23         | 4    | 29       | 182        | 6.3            | 21         | 0        | 1        | 1        | 100.0    | 6          | 6.0            | 1    | 0    | 131.3        | 1          | 1          |

- 2024年度シーズン終了時